# Ruta Estatal de California 190

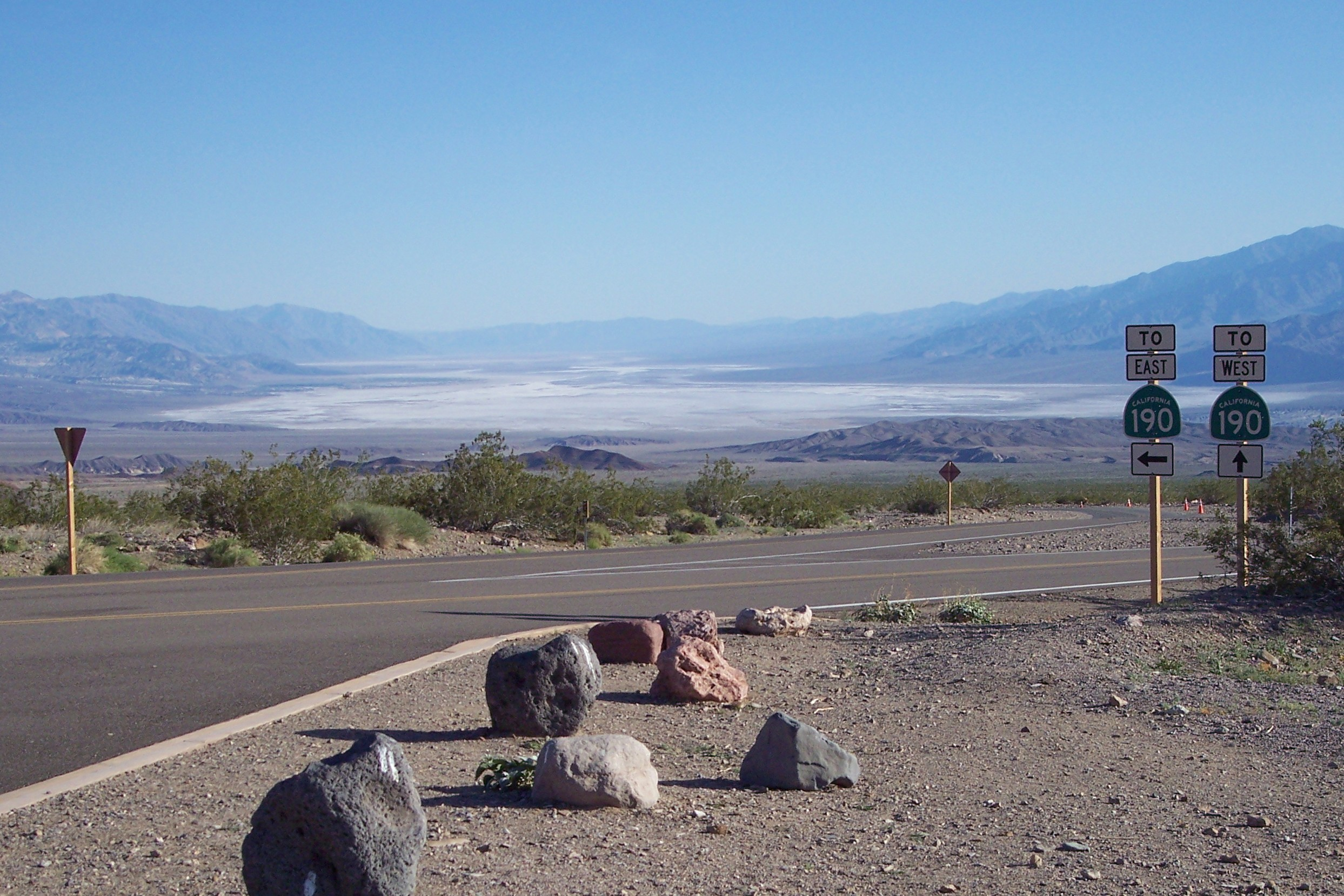
Vías de acceso a la SR 190 en Death Valley

La Ruta Estatal de California 190, y abreviada SR 190 (en inglés: California State Route 190) es una carretera estatal estadounidense ubicada en el estado de California. La carretera está dividida en dos segmentos, el primero inicia en el Oeste, en la SR 99     en Tipton continuando hasta el Este en la Carretera Western Divide en Porterville, luego la vía es dividida y continúa en el segundo segmento hacia el Oeste en la US 395     en Olancha hasta finalizar al Este en la SR 127     en Death Valley Junction. La carretera tiene una longitud de 301,9 km (187.590 mi).

## Mantenimiento
Al igual que las autopistas interestatales, y las rutas federales y el resto de carreteras estatales, la Ruta Estatal de California 190 es administrada y mantenida por el Departamento de Transporte de California por sus siglas en inglés Caltrans.

## Cruces
La Ruta Estatal de California 190 es atravesada principalmente por los siguientes cruces:

 SR 65     en Porterville